# Бушує «Маргарита»
Бушує «Маргарита» — радянський музичних художній фільм 1970 року, знятий Творчим об'єднанням «Екран».

## Сюжет
Лютує циклон «Маргарита» і пасажири в аеропорту змушені в передноворічну годину очікувати змін в погоді. Очікування яскраво розфарбовані виступами популярних в 60-70-ті роки естрадних артистів. У тому числі таких колективів, як: вокальний квартет «Акорд», ансамбль «Ціцінателла», квартет «Петрушка», оркестр народної музики «Флуєраш» Молдавської державної філармонії, концертно-естрадний оркестр ЦТ, балетна група Державного оренбурзького народного хору, балетна група Державного Кубанського народного хору, солісти і балетна трупа Київського мюзик-холу, Московський «Балет на льоду».

## У ролях
- Наталія Варлей — Маргарита Озерова, чергова за довідками в аеропорту
- Віктор Семенов — пасажир у досі, «Він три доби не спав»
- Сергій Філіппов — пасажир, представник квіткової фірми «Магнолія»
- Емілія Трейвас — Емма Рощина, пасажирка
- Георгій Георгіу — Жорж Рощин, пасажир
- Іван Жеваго — пасажир з рибою для ВДНГ
- Муїн Мухітдінов — пасажир з килимом
- Муслім Магомаєв — співак
- Геннадій Маковський — клоун
- Марія Пахоменко — співачка
- Олександр Ткаченко — епізод
- Полад Бюль-Бюль огли — виконує пісню «Тар і квартет гітар»
- Віктор Вуячич — виконує пісню
- Генріх Ротман — клоун
- Олексій Смирнов — пасажир
- Геннадій Хазанов — буфетник
- Владислав Линковський — співак вокального квартету «Акорд»
- Інна Мясникова — співачка вокального квартету «Акорд», пісня «Хлоп-хлоп»
- Зоя Харабадзе — співачка вокального квартету «Акорд», пісня «Хлоп-хлоп»
- Шота Харабадзе — співак вокального квартету «Акорд», пісня «Хлоп-хлоп»
- Валентин Баглаєнко — співак
- Георгій Мілляр — пасажир

## Знімальна група
- Режисер — Едуард Абалов
- Сценаристи — Климентій Мінц, Цезар Солодар
- Оператор — Олександр Тафель
- Композитор — Олег Хромушин
- Художник — Анатолій Янокопулос